# 田中早苗 (翻訳家)
田中 早苗（たなか さなえ、1884年（明治17年） - 1945年（昭和20年）5月25日）は日本の翻訳家。男性。本名は田中 豊松（たなか とよまつ）で、この名義での著訳書もある。
英語とフランス語を解し、博文館の雑誌『新青年』などで、モーリス・ルヴェル、ウィルキー・コリンズ、エミール・ガボリオ、ガストン・ルルーなどの作品の翻訳紹介につとめた。

## 経歴
1884年（明治17年）、秋田県秋田市に生まれる。
1907年（明治40年）、早稲田大学高等師範部英語科卒業。
雑誌『海外之日本』（海外之日本社）記者、雑誌『太陽』（博文館）嘱託記者を歴任した。
1937年（昭和12年）4月より東京市赤坂区史編纂事務嘱託として『赤坂区史』の編纂に従事する。
1945年（昭和20年）5月25日、疎開先の奈良県で病死。

## 業績
『新青年』には早い時期から翻訳者として参加し、「文学味の強い異常小説」を好んで翻訳、江戸川乱歩などに影響を与えた。特に、フランスの作家モーリス・ルヴェルの翻訳紹介で知られる。1928年（昭和3年）に春陽堂より出版されたルヴェル『夜鳥』について、乱歩は「田中さんの数多い飜訳書中の白眉ではないかと思う」と評している。田中の翻訳を介してルヴェルの影響を受けた作家に、小酒井不木、夢野久作などがいる。ルヴェルを紹介した人間は田中以前にもいたが、最も精力的に翻訳を行ったのは田中であった。
イギリスの作家では、ステイシー・オーモニアやアーサー・マッケンなどの異色作家を偏愛した。ただし、マッケンの翻訳は行っていない。乱歩によれば「その作品が非常に特殊なもので、大衆性があるかどうか疑問だった」ためだという。一方で、本格探偵小説にはほとんど関心を示さなかった。

## 人物
『新青年』編集長・森下雨村邸に集まってブリッジにいそしんでいたグループの一員であり、また森下とは碁敵同士でもあった。森下の帰郷後は乱歩とも交流を深めた。乱歩は「世事にうとく、流行に反逆し、古風を守って譲らず、金銭的には損ばかりしている人であった」と評している。

## 著作

### 編著（田中豊松名義）
- 『ペスタロッチ言行録』内外出版協会〈偉人研究 第23編〉、1908年3月。NDLJP:782447。
- 『シーザー言行録』内外出版協会〈偉人研究 第46編〉、1908年10月。NDLJP:782258。
- 『エヂソン言行録』内外出版協会〈偉人研究 第52編〉、1908年11月。NDLJP:782254。

### 翻訳
- ロバート・ルイス・ステヴンソン『漂泊の青年』白水社〈近代世界快著叢書 第8編〉、1919年1月。
- ウイリアム・ウイルキイ・コリンス『白衣の女』 闇闘の巻、白水社、1921年7月。NDLJP:968362。
- ウイリアム・ウイルキイ・コリンス『白衣の女』 下巻 運命の巻、白水社、1921年11月。NDLJP:968363。
- 『現代探偵傑作集』グランド社、1925年5月。
- モォリス・ルヴェル『夜鳥』春陽堂、1928年6月。
  - モーリス・ルヴェル『夜鳥』東京創元社〈創元推理文庫〉、2003年2月。ISBN 4-488-25102-1。
- ガボリオー『ルコツク探偵・河畔の悲劇』改造社〈世界大衆文学全集 第26巻〉、1929年1月。
- ガボリオ『ガボリオ集 附・バルザツク集』博文館〈世界探偵小説全集 第3巻〉、1929年9月。NDLJP:1121844。
- ボアゴベ『マタパンの宝石・鐘塔の天女』春陽堂、1929年10月。
- ルルー『オペラ座の怪』平凡社〈世界探偵小説全集 第11巻〉、1930年9月。
- スウヴェストル、アラン『幻賊』白水社、1931年7月。
- エミール・ガブリオ『ルルージュ事件』春秋社、1935年11月。
  - ガボリオ『ルルージュ事件』苦楽社〈苦楽探偵叢書〉、1947年11月。
  - エミール・ガボリオ『ルルージュ事件』岩谷書店〈岩谷選書 1006〉、1950年4月。
- ガボリオー『名探偵』博文館〈名作探偵〉、1939年6月。
- アーネスト・ウイリヤム・ホーナング『義賊ラツフルズ』博文館〈博文館文庫 60〉、1939年6月。
- モーリス・ルブラン『八点鐘』博文館〈名作探偵〉、1939年8月。
- クヰイン・エヴアンズ『笑ふ髑髏』博文館〈博文館文庫 118〉、1940年。
- ラインハルト・フランク『虐げられし印度』高山書院、1943年4月。 - 田中豊松名義。

### 編纂事務嘱託
- 『赤坂区史』東京市赤坂区役所、1942年3月。NDLJP:1042120。

### 共編
- 田内長太郎・田中早苗・新青年編輯部 編『古典探偵小説集』博文館〈世界探偵小説全集 第1巻〉、1930年4月。

### 共訳
- ウオーレス 著、延原謙・田中早苗 訳『ウオーレス集』博文館〈世界探偵小説全集 18〉、1930年7月。
- コーナン・ドイル 著、和気律次郎・田中早苗・石田幸太郎・横溝正史 訳『ドイル全集 第8巻』改造社〈世界文学大全集 改造社版〉、1932年11月。
  - コナン・ドイル 著、和気律次郎・田中早苗・石田幸太郎・横溝正史 訳『コナン・ドイル全集 第8巻』本の友社、2006年3月。ISBN 4-89439-515-0。